# Папета Сергій Павлович
Папета Сергій Павлович (27 липня 1959) — кандидат мистецтвознавства, дизайнер, доцент Київського національного університету культури і мистецтв.

## Біографія
1995 р. закінчив факультет теорії та історії мистецтва Української академії
мистецтва (Київ), за спеціальністю «мистецтвознавство».
Дипломну роботу було присвячено творчості невідомого на той час художника Марка Епштейна. Більшу частину цієї роботи було опубліковано в часописі Хроніка-2000 (Формула крові.// Хроніка-2000. К., 1998. — № 21-22). Також С. П. було опубліковано статті щодо творчості М. Епштейна в енциклопедії, виданій в Єрусалимі, ЕСУ (Енциклопедії сучасної України, 2009), часописі «Єгупець», зроблено доповідь на Міжнародній конференції з юдаїки (1996). Завдяки популяризації творчості М. Епштейна його ім'я було введено у науковий обіг і посіло належне місце серед видатних художників авангардного мистецтва 1910-1930-х рр. Наприкінці 2010 р. відбулась персональна виставка художника в Національному художньому музеї України.
Протягом 1988—1999 рр. працював в музеях
України: науковим співробітником відділу фондів Музею історії Києва, головним
хранителем фондів Музею гончарства в Опішні, заступником директора з наукової
роботи Національного історико-культурного заповідника «Качанівка». Працюючи в
історико-культурному заповіднику «Качанівка», знайшов в рукописному відділі ЦНБ
ім. Вернадського невідомий рукопис українського історика Д. Яворницького «В. В. Тарновський», присвячений видатному меценату і колекціонеру, власнику садиби в
Качанівці. Рукопис було опубліковано з вступною статтею С. П. в часописі
Хроніка-2000 (Доля Качанівського едему.// Хроніка-2000. К., 1996. — № 16). Також
завдяки особистому знайомству з нащадками родини Тарновських було опубліковано
мемуари і рукописні статті В. Тарновського з вступною статтею С. П. (Повернення
«старих українців».// Хроніка-2000. К., 1997. — № 19-20.) Зокрема, в
оприлюднених матеріалах чимало унікальних фактів щодо видатних діячів
української і російської культури.
На посаді заступника директора
Національного історико-культурного заповідника «Качанівка» став організатором встановлення хреста на
могилі друга Т. Шевченка художника Г. Честахівського, знищеного в радянську добу. В 1997 році ініціював
святкування 220-ї річниці качанівського парку, яке отримало
широкий резонанс в ЗМІ. Тоді ж вперше каналом «1+1» було вперше знято великий
сюжет про Качанівку.
З 2000 р. — викладач Національної академії керівних кадрів культури і мистецтв. В
2004—2008 рр. — заступник директора інституту дизайну і ландшафтного мистецтва
НАКККІМ. В 2012—2013 рр. очолював  кафедру графічного дизайну
і реклами. Викладав дисципліни: історія мистецтва та архітектури; історія стилів в мистецтві, історія дизайну, дизайн реклами.
З 1990-х рр. працює дослідником українського авангарду і сучасного українського мистецтва, регулярно публікується в українських і зарубіжних виданнях.
Одним з напрямків мистецтвознавчих досліджень залишається повернення в українське мистецтво імен видатних художників. Серед них розстріляний більшовиками Михайло Казас, колишня киянка Розалія Рабинович, представниця славної родини Прахових — Ганна Крюгер-Прахова, дружина видатного авангардиста В. Меллера — Ніна Генке-Меллер, сценограф-конструктивіст Володимир Мюллер.
Серія публікацій в українських виданнях присвячена творчості сучасних українських митців за кордоном. Серед них Михайло Глейзер, Ака Перейма, Аркадія Оленська-Петришин. Останній великий проект було втілено 2009 р. під патронатом президента Віктора Ющенка: видано книгу і альбом українця з австралійської діаспори Леоніда Денисенка з текстами С. П.
Завдяки довгорічному співробітництву з видатним українським мистецтвознавцем Д. Горбачовим з'явилася ціла низка публікацій як одноосібних, так і у співавторстві. Окремий напрямок досліджень спрямований на виявлення ролі українського авангарду в контексті світового мистецтва. З цією метою за фінансової підтримки фонду «Відродження» у співавторстві з О. Папетою і Д. Горбачовим було видано книгу «Українські авангардисти як теоретики і публіцисти». Також у співавторстві з Д. Горбачовим було написано статтю «Український авангард» до 5 тому нового видання «Історії українського мистецтва».
Багаторічні дослідження ведуться С. П. по уточненню фактів життя і творчості всесвітньо відомого художника К. Малевича.
Внаслідок розвідок в українських архівах вдалося уточнити походження і дату народження живописця, а також було знайдено унікальний документ — родовід Малевичів, починаючи з 16 ст. Ці документи були опубліковані в Росії — Родословная и предки Казимира Малевича.// В кн.: Малевич о себе. Современники о Малевиче. — М.: RA, 2004. — Т.1.; Білорусі — Документы по истории семьи Малевичей.// Малевич. Классический авангард. — Витебск, 2003. — № 7; Україні — «Він та я були Українці». Малевич та Україна. — К.: Сім студія, 2006. Зокрема, останнє видання, створене у співавторстві з О. Папетою і Д. Горбачовим, являє собою широке узагальнення поняття «український авангард» з точки зору дослідників всього світу.
С. П. — є одним з авторів фундаментального видання «Шедеври українського живопису», де широко представлено український живопис від Київської Русі до ХХ ст.
Кандидат мистецтвознавства. Тема дисертації за спеціальністю 17.00.05. — образотворче мистецтво: «Київська мистецька школа кінця XIX — першої третини ХХ ст. (Особливості розвитку модерних напрямків)»

## Публікації
1. Доля Качанівського едему. // Хроніка-2000: Культорологічний альманах. — К., 1996. — № 16. с.132-182. Індекс 74552
2. Повернення «старих українців». // Хроніка-2000: Культорологічний альманах. — К., 1997. — № 19-20. — с.88-92. Індекс 74552
3. Жизнь и творчество Марка Эпштейна. // Єгупець. Художньо-публіцистичний альманах Інституту юдаїки. — К.: Сфера, 1997. — № 3. — 71-88. ISBN 966-7267-07-5
4. Формула крові. // Хроніка-2000: Культорологічний альманах. — К., 1998. — № 21-22. — с.316-345. Індекс 74552
5. «У тайны повторений нет». // В кн.: Коротко А. Транскрипция мысли. — Симферополь: Таврия, 2002. — c.7-18. ISBN 966-572-216-6
6. Грасиан Бальтасар. Оракул в кармане или наука благоразумия.// Составитель Александр Завадка.  – Львов: Издательский дом «Наутилус», 2003. — 611 с. ISBN 966-95745-1-X
7. Сходи в небо.// Сучасність. — К., 2003. — № 9. — С. 124—128. ISSN 0585-8365
8. Документы по истории семьи Малевичей. // Малевич. Классический авангард. — Витебск: Экономпресс, 2003. — № 7. — с. 58-71. УДК 7.036(059) ББК 85я5 М18
9. Формула ідеальної втечі. // Сучасність. — К., 2004. — № 3. — с.132-135. ISSN 0585-8365
10. Ака Перейма — її модель світу. // Образотворче мистецтво. — К.: Софія-А, 2004. — № 3. — с.86-89.
11. Ніна Генке. Від народного супрематизму — до авангардизму видовищ. // В кн..: Пригоди авангарду. — К.: НХМУ, 2004.
12. Родословная и предки Казимира Малевича. // В кн.: Малевич о себе. Современники о Малевиче. — М.: RA, 2004. — Т.1. — с. 372—385. ISBN 5-269-01028-3
13. Внесок Київської рисувальної школи у формування в Україні авангардного мистецтва і освіти. // Вісник Державної академії керівних кадрів культури і мистецтв: Наук. журнал. — К: Міленіум, 2005. — № 3. — с. 113—117. УДК 050(008+7)
14. Синтез художньої освіти і практики в діяльності київської студії Олександра Мурашка. // Культура і сучасність: Альманах. К.: ДАКККіМ, 2005. — № 2. — с. 108—114. УДК 050(008+7)
15. Українські авангардисти як теоретики і публіцисти.// Упорядн.: Д. Горбачов, О. Папета, С. Папета. — К.: Тріумф, 2005. — 384 с. ISBN 966-7237-20-6
16. Новое произведение Казимира Малевича. // Малевич. Классический авангард. Витебск. — № 8. — Витебск: Экономпресс, 2005. — с.46-54. УДК 7.036(059) ББК 85я5 М18
17. Ніна Генке-Меллер — від народного супрематизму до радянського агітпропу. // Вісник Харківської державної академії дизайну і мистецтв: Зб. наук. пр. — Харків: ХДАДМ, 2006. — № 2. — с. 121—127. ББК 85я73(4УКР-4ХАР) В53 УДК 7.01(06)(477.54) В53
18. Синтез авангарду і народного мистецтва в діяльності селянських артілей Скопців і Вербівки. // Мистецтвознавство України: Зб. наук. пр. — К.: СПД Пугачов О. В. Київ, 2006. — № 6-7. — с. 443—447. ISBN 966-8825-29-2
19. «Він та я були Українці». Малевич та Україна / уклад. Д. Горбачов; упоряд. С. Папета, О. Папета. — К. : Сім студія, 2006. — 456 с. ISBN 966-96670-0-3
20. Роза, паровоз «Иосиф Сталин» или дизайн власти. // Каталог выставки: Авангард Розалии Рабинович (1895—1988). — К., 2006. — с.3-13.
21. Український авангард. // Історія українського мистецтва. Т. 5: Мистецтво ХХ століття. — К., 2007. — С. 112—131. ISBN 966-02-4107-(T.5)
22. Авангард Йогансена. — Львів: Видавничий дім «Наутілус», 2007. — 200 с. ISBN 966-8574-00-1
23. Вступна стаття до каталогу виставки: Брама часів. — К.: Арткапітал, 2008.
24. Ваш выход, Анна Августовна! // Каталог выставки: Анна Августовна Крюгер-Прахова. 1876—1962. — К., 2008. — с.4-25.
25. Слово про Малевича. // АРТ Ukraine. — К.: Оранта, 2008. — № 1.
26. Shersher la Shereshevsky (Шерше ля Шерешевський). // АРТ Ukraine. — К.: Оранта, 2008. — № 6. — с.115-120.
27. Коментарі. // В кн.: Шедеври українського живопису: альбом / авт.-упоряд. Д. Горбачов. — К.: Мистецтво, 2009. — 608 с. ISBN 978-966-577-143-2
28. Тексти. // Моя Україна: ретроспекція творчості. / Леонід Денисенко. — К.: Майстерня книги, 2009. — 472 с.  ISBN 978-966-2260-05-2
29. Роза, паровоз «Иосиф Сталин» или дизайн власти. // Малевич. Классический авангард. — Витебск: Экономпресс, 2009. — № 11. — 198—210. УДК 7.036(059) ББК 85я5 М18
30. Мільярдер Казимир Малевич. // АРТ Ukraine. — К.: Оранта, 2009. — № 2. — с.84-91.
31. Вступна стаття до каталогу виставки: А. Шовкуненко и ученики. Живопись из частных коллекций. — К.: ООО «Арт Дизайн», 2010. — с. 2-5.
32. Климент Редько і його автобіографічна повість «Зіниці сонця». // Студії мистецтвознавчі: Архітектура. Образотворче та декоративно-вжиткове мистецтво. — К.: Видавництво ІМФЕ, 2010. — N.2(30). — С. 81-130. ISSN 1728-6875.
33. Борис Косарев. // Малевич. Классический авангард. Витебск. — Витебск: Экономпресс, 2010. — № 12 — с. 16-35. УДК 7.036(059) ББК 85я5 М18
34. Скульптура. // Марк Епштейн. Повернення майстра. Альбом-каталог. Наукове видання. — К. : Дух і Літера, 2010. — С. 54–60. ISBN 978-966-378-173-0
35. Митрофан Зінов'єв. // Студії мистецтвознавчі: Архітектура. Образотворче та декоративно-вжиткове мистецтво. Чис. 4 (32) / [Голов. ред. Г. Скрипник]; НАН України, ІМФЕ ім. М. Т. Рильського. — К., 2010. — с. 112—129. ISSN 1728-6875.
36. Роза і паротяг «Йосип Сталін».// Fine Art. — К.: ТОВ «Ювелір-прес», 2010. — № 3/12. — с. 18-23.
37. Марк Епштейн: творчий шлях, скульптура, графіка.// Вісник Харківської державної академії дизайну і мистецтв: зб. наук. пр. / за ред. В. Я. Даниленка; упоряд. Є. О. Котляр. — Харків: ХДАДМ, 2011. — № 9 (Сходознавчі студії: Вип. 4: Єврейське мистецтво і український контекст. У руслі європейських новацій). — С. 57–82.
38. Живопис Михайла Глейзера // Вісник Харківської державної академії дизайну і мистецтв [Текст]: зб. наук. пр. / за загальн. ред. Даниленка В. Я. / упорядник Котляр Є. О. — Харків: ХДАДМ, 2011. — № 9 (Сходознавчі студії: вип. 4. Єврейське мистецтво і український контекст. У руслі європейських новацій). — С. 249—262.
39. «Український вирій».// Fine Art. — К.: ТОВ «Ювелір-прес», 2011. — № 1/13. — с. 24-31.
40. Ступени театральной жизни // Вісник Харківської державної академії дизайну і мистецтв [Текст]: зб. наук. пр. / за ред. Даниленка В. Я. — Х.: ХДАДМ, 2012. — (Мистецтвознавство № 12). — С. 165—168. ББК 85я73(4УКР-4ХАР) В53  УДК 7.01(06)(477.54)
41. Ступени театральной жизни (продолжение) // Вісник Харківської державної академії дизайну і мистецтв [Текст]: зб. наук. пр. / за ред. Даниленка В. Я. — Х.: ХДАДМ, 2012. — (Мистецтвознавство № 15). — С. 145—149. ББК 85я73(4УКР-4ХАР) В53  УДК 7.01(06)(477.54)
42. Начальный период творчества Владимира Мюллера // Традиції та новації у вищій архітектурно-художній освіті [Текст]: зб. наук. пр. — Х.: ХДАДМ, 2012. — № 6. — С. 20-24.
43. Шедеври українського живопису. Від Алімпія Печерського до Казимира Малевича. Українське малярство останнього тисячоліття. Альбом. Друге видання зі змінами. Авт. тексту та упор. Д. Горбачов. Коментарі Д. Горбачова, С. Папети. — К.: Мистецтво, 2012. — 512 с. ISBN 978-966-577-114-2
44. Київський авангард: мистецтво як символ пам'яті // Київ у національній пам'яті. Колективна монографія / К 38 [Л. І. Буряк, Л. А. Ведмідь, І. Б. Гирич та ін.]. — К. : ДП "НВЦ «Пріоритети», 2013. — С. 247—279. ISBN 978-966-8809-89-7